# Тилебалиев, Акынбек Казыбекович
Акынбек Казыбекович Тилебалиев (15 марта 1953, Орто-Арык, Фрунзенская область — 4 июня 2019, Бишкек) — киргизский юрист и государственный деятель, председатель Верховного суда Кыргызской Республики (1998—2000).

## Биография
В 1976 году окончил юридический факультет Киргизского государственного университета им. 50-летия СССР.
С 1976 по 1978 год работал в Министерстве юстиции Киргизской ССР, в 1978—1981 годы — судья Свердловского районного суда Бишкека. В 1981 году решением райисполкома был досрочно отозван «за недостойное поведение, пьянство и подрыв авторитета суда».
В 1981—1983 годы — юрисконсульт Кыргызрыбпромсбыта (г. Фрунзе), адвокат юрконторы Первомайского района, старший следователь Кантского РОВД.
В ночь на первое января 1987 года, находясь за рулем «Жигулей» в нетрезвом состоянии, сбил пешехода со смертным исходом.
С 1990 по 1998 год являлся сотрудником государственного арбитража, судьей Ленинского районного, судьей, председателем Бишкекского городского суда, а также главой администрации судов — руководителем отдела аппарата правительства Кыргызской Республики. Затем, до 1994 года — в Администрации Президента Кыргызской Республики.
В 1994—1996 годы — руководитель Судебной администрации при Совете Судей Кыргызской Республики. В 1996—1998 — председатель Ленинского районного суда г. Бишкека.
С 1998 по 2000 год — председатель Верховного суда Кыргызской Республики.
Затем работал председателем Совета судей Киргизии и председателем Ошского областного суда. Вышел в отставку в 2013 году.

## Награды и звания
- Заслуженный юрист Кыргызской Республики (2000)
- Почётная грамота Кыргызской Республики.